# Tørring Sognekommune
Tørring var en sognekommune, der blev oprettet i 1903 i ved en deling af Åle-Tørring Sognekommune. Ved kommunalreformen i 1970 blev kommunen lagt sammen med en række andre sognekommuner til den nye Tørring-Uldum Kommune. 
Kommunen bestod af Tørring Sogn med Tørring Kirke.

## Valgresultater efter år
| 3 | 6 |

| 8 |

| 3 | 6 |

| 8 |

| 2 | 7 |

| 8 |